# بزاريا
بزاريا هي قرية فلسطينية من قرى محافظة نابلس في شمال الضفة الغربية. تقع على بعد حوالي 18 كم إلى الشمال الغربي من مدينة نابلس، في منطقة ارتفاعها حوالي 460 مترًا فوق مستوى البحروفقًا للجهاز المركزي للإحصاء الفلسطيني. ، وتبلغ مساحة أراضـيها الكلية 4278 دونماً. ويوجد في القرية ينبوعا مياه، كما يوجد مقام يدعى مقام النبي نعمان.

## السكان
بلغ عدد سكان بزاريا حوالي 183 نسمة في عام 1922، ثم ارتفع إلى 1100 نسمة عام 1987م، ووصل الى 3500 نسمه داخل الوطن.
يعتمد السكان بشكل رئيسي على تربية المواشي والأبقار بسبب طبيعة المنطقة الجبلية، فتستخدم كمراعي ويزرع في أراضيها الحبوب والبقوليات والقطاني، بالاضافة الى أشجار الزيتون والتين واللوز والمشمش. كما يوجد في القرية ثلاث مطاحن للحبوب ومعصرة للزيت.
تحتوي القرية على عدة عائلات رئيسية منها: سالم، حسين، حمد، عودة، ونصر.

## مباني القرية
من خلال المسح الميداني الذي قام به مركز رواق العام 2000 ، تم تسجيل 51 مبنى قديماً في القرية، منها 49 مبنى تتكون من طابق واحد، ومبنيان مكونان من طابقين. ويبدو من النتائج أن 23 من المباني متصلة ببعضها، وباقي المباني توجد بشكل منفرد. وقد استخدم 30 مبنى بشكل كلي، واما الباقي فكان مهجوراً.
تعتبر حالة المباني مقبولة، حيث نجد أن الحالة الإنشائية لـ 23 مبنى جيدة، و 19 مبنى متوسطة، في حين أن ستة مبانٍ بحالة إنشائية سيئة، وثلاثة أخرى بحالة غير صالحة للاستعمال. أما الحالة الفيزيائية، فقد أظهرت أن 22 مبنى بحالة متوسطة، وسبعة مبانٍ بحالة جيدة، إضافة إلى وجود 18 مبنى بحالة سيئة.
استخدم الحجر في المباني كافة كمادة بناء رئيسية إلى جانب المونة الجيرية ومواد البناء الأخرى. أما شكل السقف الداخلي للمباني، فقد غلب عليه شكل العقد المتقاطع، بحيث نجده في 42 سقفاً، وباقي الأسقف نجدها مستوية.
واستخدمت المادة في 49 أرضية، وقد وجدت أرضية واحدة من البلاط الملون.

## التعليم في القرية
ينتشر التعليم في القرية كثيرًا ولا تتعدى نسبة الأمية 2%، وفي القرية مدرسة للذكور حتى الصف الثاني ثنوي أدبي، يتابع الطلبة تعليمهم الثانوي العلمي في مدارس برقة أو سيلة الظهر، كما يوجد فيها نادي اجتماعي وثقافي ورياضي تأسس عام 1984م، بالاضافة الى العديد من الجمعيات التعاونيه منها الجمعية النسائية.